# Parcul Natural Lunca Mureșului
Parcul Natural Lunca Mureșului este o arie protejată constituită în România, în aval de municipiul Arad, până la granița cu Ungaria, de-a lungul râului Mureș, clasificată ca parc natural la nivel național și ca peisaj terestru protejat în taxonomia internațională a IUCN. Ea cuprinde incinta îndiguită a râului Mureș, respectiv zona inundabilă dintre digurile situate de o parte și de alta a râului și între terasele înalte ale aceluiași râu. Este o zonă cu inundații periodice, în care plantele și animalele din împrejurimi sunt adaptate la acest regim.

## Localizare
Parcul Natural Lunca Mureșului declarat arie protejată prin Hotărârea de Guvern nr. 2151 din 30 noiembrie 2004, publicată în Monitorul Oficial al României, nr. 38 din 12 ianuarie 2005 (privind instituirea regimului de arie naturală protejată pentru noi zone), este situat în vestul României, limitrof zonei fiind chiar orașul Arad (centrul său se găsește la doar 4 km de limita estică a zonei). Are o suprafață de 17.455 ha și include zona îndiguită a Mureșului; este o zonă inundabilă (o inundație la fiecare trei ani) situată între digurile construite pe fiecare parte a râului și între terasele înalte ale aceluiași râu. Lunca Mureșului Inferior este un ecosistem tipic de zonă umedă cu ape curgătoare și stătătoare, cu păduri aluviale, galerii de sălcii și plopi, precum și zăvoaie și șleauri de câmpie, important loc de cuibărire și pasaj pentru cca. 200 de specii de pasări, multe dintre ele fiind sub un regim strict de protecție pe plan internațional. În interiorul Parcului Natural Lunca Mureșului râul străbate o lungime de 88 km având o lățime medie de 120 m, ultima porțiune de la Nădlac la Cenad reprezentând și graniță între România și Ungaria.

## Biodiversitate
Vegetația acestei zone se dezvoltă într-o climă continental moderată, cu veri călduroase și ierni moderate. Temperatura medie anuală este de 10.5 grade Celsius, iar precipitațiile medii anuale sunt de 550mm. Multe plante din zonă au nevoie de perioada de inundații ca să germineze și să consume substanțele nutritive proaspăt dizolvate în apă. În afara speciilor erbacee cultivate în terenurile arabile din zona dig-mal sau terasă înaltă-mal, în flora spontană se întâlnesc frecvent specii ca: Calamagrostis epigeios, Agropyron repens, Artemisia vulgaris, Filago arvensis, Falcaria vulgaris, Malva pusilla, Lepidium draba, Festuca valleriaca.
Plantele sunt reprezentate prin peste 1000 specii și subspecii lemnoase și ierboase. Pajiștile de câmpie sunt constituite din asociații de Festuca, Poa, Lolium, Agrostis, Trifolium, Euphorbia, Plantago. Există suprafețe mai mult sau mai puțin întinse unde se întâlnesc specii de plante ierbacee rare sau pe cale de dispariție. Astfel au fost semnalate exemplare răzlețe de Ornithogalum boucheanum, Ornithogalum pyramidale (bălușca), Xeranthemum annuum (plevaiță), Echium italicum (cca. 100 exemplare în partea sud‐vestică a comunei Pecica, în locul numit “Șanțul Mare”).
Un număr destul de mare de plante fac parte din „Lista roșie a plantelor superioare din România” ca specii vulnerabile sau rare: Achillea thracica, Stratiotes alloides (forfecuța bălții), Agrostemma githago (neghină), Cirsium brachycephalum, Lindernia procumbens, Najas minor (inariță), Peucedanum officinale (chiminul porcului), Platanthera bifolia (stupiniță), Rumex aquaticus (ștevie de baltă), Vicia narbonensis L. subsp. serratifolia. De asemenea trei specii Marsilea quadrifolia (trifoiaș de baltă), Salvinia natans (peștișoară), Trapa natans (cornaci) sunt specii strict protejate conform Convenției de la Berna.
Arboretele de stejar pedunculat (Quercus robur) și frasin (Fraxinus excelsior) sunt preponderente în această zonă, alături de zăvoaiele de plop negru (Populus nigra) și alb (P. alba) și de salcie albă (Salix alba). Ele se găsesc, în principal, în cadrul unui trup mic de pădure în zona Cenad și a unei păduri de cca. 6000 ha ce se întinde de-a lungul Mureșului în aval de Arad până către comuna Semlac.
Cele mai importante habitate de interes comunitar din Lunca Mureșului sunt cele forestiere și cele de zone umede. Dintre primele, habitatul 91F0- “Păduri ripariene mixte cu Quercus robur, Ulmus laevis, Fraxinus excelsior sau Fraxinus angustifolia, din lungul marilor râuri (Ulmenion minoris)” este cel mai bine reprezentat în ceea ce privește suprafața ocupată. Speciile caracteristice zonei și care alcătuiesc acest habitat sunt stejarul pedunculat (Quercus robur), frasinul (Fraxinus angustifolia) și mai rar velnișul (Ulmus laevis) și ulmul de câmp (Ulmus minor). Din păcate, specia cea mai importantă – stejarul pedunculat nu fructifică abundent și des pentru a asigura regenerarea naturală. Dintre habitatele de zone umede, 3270- “Râuri cu maluri nămoloase cu vegetație de Chenopodion rubri și Bidention” este cel mai important.

## Ecoturism
Principalele atracții turistice din Lunca Mureșului sunt următoarele:
- Peisajul specific de luncă, având ca element principal Râul Mureș, cu cele 40 de insule din interiorul parcului, plaje de nisip și tunelurile formate de sălciile care se apleacă asupra apei;
- Cele cca 200 de specii de păsări reprezentate de populații impresionante în zona ariei protejate și care pot fi urmărite din observatoare special construite;
- Biodiversitatea remarcabilă, începând cu păsările și continuând cu mamifere, reptile, amfibieni, pești, insecte s.a.
- Cele două mănăstiri foarte vechi din interiorul parcului, respectiv Mănăstirea Hodoș-Bodrog, cea mai veche așezare monastică din România, cu viață monahală neîntreruptă, având ca primă atestare documentară o diplomă dată de Regele Bela al III-lea în anul 1177 și Mănăstirea Bezdin - una dintre puținele mănăstiri ortodoxe sârbe din România care se mai păstrează, datând din anul 1539.
- Balta cu nuferi din Rezervația naturală Prundul Mare, singurul loc din județul Arad unde Nymphaea alba vegetează natural.

Cele mai importante activități turistice sunt:
- Excursii pe Mureș cu ambarcațiuni ușoare de tip caiac-canoe ce pot fi închiriate de la sediul administrației din Arad sau de la punctele de informare turistică Pecica și Cenad;
- Plimbări cu bicicleta pe traseul Ceala, traseul Arad – Pecica prin pădure și traseul Arad – Pecica - Sâmpetru German – Cenad, ultimul străbătând tot parcul de la est spre vest; închirierea de biciclete de teren pentru vizitarea parcului și parcurgerea acestor trasee se poate face și de la sediul administrației din Pădurea Ceala și de la punctele de informare turistică Pecica și Cenad;
- Urmărirea mamiferelor mari în libertate din observatorul Prundul Mare și a păsărilor din Observatorul Bezdin, construite în acest scop în zona Rezervației Naturale Prundul Mare;
- Vizite ghidate pe teritoriul întregului parc, pe trasee tematice care includ Balta cu nuferi, arborete naturale de luncă, Mănăstirile Hodoș - Bodrog și Bezdin, sau situri arheologice;[5]